# Jack contra slujitorilor lui Seth
Jack contra slujitorilor lui Seth este al treizeci și unulea episod al serialului de desene animate Samurai Jack.

## Subiect
Micul Jack, aflat în Egipt, joacă leapșa cu doi copii egipteni. Jack se ascunde printre niște statui și deodată se rupe podeaua și cade într-o încăpere subterană, unde se află un mormânt misterios. Ceilalți copii i se alătură și Jack citește înfiorat inscripția. Mormântul îi întemnițează pe slujitorii lui Seth, care demult răspândiseră teroarea în țară. Faraonul nu îi putuse zăgăzui decât cu ajutorul unei puteri supranaturale. Dacă ei vor fi vreodată eliberați, singura salvare ar fi... Dar Jack nu mai apucă să citească, pentru că un preot îi surprinde pe copii și îi dă afară din templu, unde nu aveau voie să se joace.
Peste timp, niște beduini robotici cu patru iatagane în loc de mâini și înfășurați în panglici descoperă mormântul, îngropat printre ruinele construcțiilor de altădată, și îl prezintă lui Aku. Aku deschide mormântul și îi eliberează pe slujitorii lui Seth, trei fiare jumătate om, jumătate câine, care de cum ies la lumină, îi ucid pe beduinii robotici. Aku le poruncește să-l ucidă pe Jack, care se apropie prin deșert.
Se lasă noaptea. Tremurând de frig, Jack străbate deșertul și ajunge la ruinele cu pricina. Locul i se pare familiar, iar când găsește mormântul deschis, își aduce aminte totul brusc. Dar nu mai are timp să se reculeagă, căci este imediat atacat de cele trei fiare. Jack își dă seama că nu-i poate învinge, căci puterea lor e prea mare și se și refac după tăieturile sabiei lui Jack. Atunci Jack își aduce aminte de profeția înscrisă pe mormânt. Dar profeția îi dă doar un prim indiciu dintr-un șir pe care Jack îl parcurge luptându-se între timp cu fiarele și încercând să scape de ele.
În final, Jack asamblează un scarabeu de aur din trei bucăți, acesta prinde viață și se pierde în înaltul cerului, de unde apoi răzbate un fascicul luminos în mijlocul căruia își face apariția Horus. Acesta le dezintegrează pe fiare. Jack îi mulțumește, dar în același timp prinde ocazia și îl întreabă dacă nu cumva știe de vreun portal temporal. Dar Horus rămâne tăcut și se ridică la cer așa cum venise.